# Desa Sembungan (administrativ by i Indonesien, lat -7,48, long 110,78)
Desa Sembungan är en administrativ by i Indonesien.   Den ligger i provinsen Jawa Tengah, i den västra delen av landet, 500 km öster om huvudstaden Jakarta.